# Ніколас Капальдо
Ніколас Капальдо Табоас (ісп. Nicolás Capaldo Taboas, нар. 14 вересня 1998, Санта-Роса, Аргентина) — аргентинський футболіст, центральний півзахисник німецького клубу «Гамбург».

## Ігрова кар'єра
Ніколас Капальдо є вихованцем клубу «Бока Хуніорс». У лютому 2019 року він дебютував у першій команді у матчах чемпіонату Аргентини. Влітку 2021 року футболіст перебрався до Європи, де приєднався до австрійського клубу «Ред Булл». З новим клубом футболіст брав участь у матчах групового раунду Ліги чемпіонів.
10 липня 2025 року за 4,5 млн євро перейшов у німецький «Гамбург».

## Досягнення
Бока Хуніорс
 Чемпіон Аргентини: 2019/20
 Переможець Кубка Аргентини: 2020
Ред Булл
 Чемпіон Австрії: 2021/22, 2022/23
 Переможець Кубка Австрії: 2021/22